# جون أوسوف
توماس جوناثان أوسوف (ولد في 16 فبراير 1987) هو سياسي أمريكي، منتج أفلام وثائقية، وصحفي تحقيقات. وهو مرشح الحزب الديمقراطي لانتخابات مجلس الشيوخ في الولايات المتحدة عام 2020 في جورجيا، ومنافساً السيناتور الجمهوري الحالي ديفيد بيردو. ولم يبلغ أي من المرشحين عتبة الـ50% في الانتخابات العامة التي جرت في 3 نوفمبر، مما أدى إلى جولة إعادة في 5 يناير 2021.

## النشأة والتعليم
ولد أوسوف في أتلانتا، جورجيا، لعائلة يهودية، ونشأ في نورثليك، وهي مجتمع غير مدمج. التحق بمدرسة بيديا، وهي مدرسة مستقلة في أتلانتا. وأثناء دراسته الثانوية، تدرب عند زعيم الحقوق المدنية والنائب الأمريكي جون لويس.
في عام 2009، تخرج أوسوف من كلية السلك الدبلوماسي بجامعة جورجتاون مع درجة البكالوريوس في العلوم. حضر دروساً قامت بتدريسها وزيرة الخارجية الأمريكي السابقة مادلين أولبرايت والسفير الإسرائيلي السابق لدى الولايات المتحدة مايكل أورين. حصل على درجة الماجستير في العلوم من كلية لندن للاقتصاد في 2013.